# Andrea Giannini
Andrea Giannini (Grosseto, 18 dicembre 1976) è un ex astista italiano, adesso allenatore, commentatore TV, giornalista sportivo e preparatore atletico.
Da atleta, con un primato personale di 5,65 m, ha conquistato numerosi titoli di livello nazionale ed internazionale stabilendo diversi record sia nella categorie giovanili che in quelle assolute. Nel 2002 ha ricevuto dal CONI la Medaglia di Bronzo al Valore Sportivo per i risultati ottenuti in carriera.

## Biografia

### Carriera sportiva
Cresciuto nel vivaio dell'Atletica "Massimo Pellegrini" Grosseto, dal 1995 al 2003 ha fatto parte del Gruppo Sportivo delle Fiamme Gialle, con il quale ha vinto 6 titoli italiani a squadre. Dal 2004 al 2007 ha gareggiato invece per la Cento Torri Pavia. Nel 2001 Andrea Giannini ha vinto i Giochi del Mediterraneo di Tunisi con la misura di 5,45.
Nella precedente edizione (Bari 1997) era giunto al terzo posto. Ha inoltre vinto due titoli italiani assoluti e numerosi titoli giovanili. Ha partecipato ai Campionati Mondiali (Atene 1997), a due edizioni della Coppa Europa (San Pietroburgo 1998 e Parigi 1999) e tre delle Universiadi (Catania 1997, Palma de Maiorca 1999 e Taegu 2003). Detiene a tutt'oggi il record italiano Juniores (5,50, ottenuto a Cannes il 24 settembre 1995)) ed è stato primatista italiano Allievi (5,00).  Ha lasciato l'agonismo nel 2007, anche a causa dei molti infortuni patiti negli anni precedenti.

### Carriera extrasportiva
Laureato all'ISEF di Firenze nel 2002, contemporaneamente alla pratica del salto con l'asta ha intrapreso l'attività di allenatore e preparatore atletico, e soprattutto quella di giornalista sportivo soprattutto in tv, ma anche sulla carta stampata e su internet. Numerose le sue collaborazioni giornalistiche, tra cui quella di commentatore tecnico di atletica leggera per Sky Sport per le Olimpiadi di Londra 2012. Commenta la Diamond League di atletica leggera prima per Fox Sports (Italia) e adesso Sky Sport. Dal 2019 è commentatore di atletica anche per Eurosport.
Nel frattempo si dedica anche all'allenamento del salto con l'asta, e nel 2017 è stato nominato responsabile federale della specialità per la squadra azzurra nella Federazione Italiana di Atletica Leggera. Si dedica inoltre alla preparazione di numerosi atleti in molte discipline come calcio, basket, volley, sci e tennis. Nel 2009 al 2011 ha allenato in Italia il campione paralimpico Oscar Pistorius, e dal 2010 al 2016 ha seguito in prima persona l'atleta paralimpica Giusy Versace. Dal 2017 fa parte dello staff della Nazionale Italiana di atletica come responsabile del salto con l'asta.  
Numerosi sono i suoi articoli e pubblicazioni sul salto con l'asta e sulla preparazione atletica applicata al calcio e ad altri sport. 

## Progressione

### Outdoor
| Stagione | Risultato | Luogo                     | Data                      | Rank. Mond.               |
| -------- | --------- | ------------------------- | ------------------------- | ------------------------- |
| 2006     | -         | inattivo causa infortunio | inattivo causa infortunio | inattivo causa infortunio |
| 2005     | 5.00      | Pavia                     | 08/05/2005                |                           |
| 2004     | 5.30      | Rieti                     | 12/06/2004                |                           |
| 2003     | 5.35      | Valencia                  | 23/05/2003                |                           |
| 2002     | -         | inattivo causa infortunio | inattivo causa infortunio | inattivo causa infortunio |
| 2001     | 5.50      | Grosseto                  | 24/06/2001                |                           |
| 2000     | -         | inattivo causa infortunio | inattivo causa infortunio | inattivo causa infortunio |
| 1999     | 5.60      | Rieti                     | 05/06/1999                | 51º                       |
| 1998     | 5.60      | Roma                      | 23/05/1998                |                           |
| 1997     | 5.65      | Milano                    | 06/07/1997                |                           |
| 1996     | 5.40      | Grosseto                  | 22/09/1996                |                           |
| 1995     | 5.50      | Cannes                    | 24/09/1995                |                           |

## Palmarès
| Anno | Manifestazione          | Sede             | Evento           | Risultato  | Prestazione | Note  |
| ---- | ----------------------- | ---------------- | ---------------- | ---------- | ----------- | ----- |
| 1997 | Mondiali indoor         | Parigi           | Salto con l'asta | 19º        | 5,30 m      |       |
| 1997 | Giochi del Mediterraneo | Bari             | Salto con l'asta | Bronzo     | 5,50 m      | [ 2 ] |
| 1997 | Universiadi             | Catania          | Salto con l'asta | 6º         | 5,30 m      |       |
| 1997 | Mondiali                | Atene            | Salto con l'asta | 25º        | 5,45 m      |       |
| 1999 | Universiadi             | Palma de Maiorca | Salto con l'asta | Non class. | -           | [ 3 ] |
| 2001 | Giochi del Mediterraneo | Tunisia          | Salto con l'asta | Oro        | 5,45 m      | [ 2 ] |
| 2003 | Universiadi             | Taegu            | Salto con l'asta | 10º        | 5,20 m      |       |

## Campionati nazionali
1997
- ai Campionati italiani assoluti indoor, salto con l'asta - 5,50 m [4][5]

1998
- ai Campionati italiani assoluti, salto con l'asta - 5,30 m [6]